# Copa Ibarguren 1921
La Copa Ibarguren 1921 fue la novena edición de esta copa nacional del fútbol argentino. Se disputó entre los campeones de dos ligas, la de Primera División de AFA y la Liga Rosarina de Fútbol de 1921. Newell's era el campeón de la Copa Nicasio Vila de la LRF y Huracán había logrado el Campeonato de Primera División de la AFA.
La competencia se instauró en 1913 llevando el nombre  del Doctor Carlos Ibarguren, Ministro de Justicia de la Nación, que donó una copa para que sea disputada por los campeones de las ligas de Buenos Aires y Rosario. Esa primera edición fue también disputada por Newell's.
El 29 de enero de 1922 se disputó la final, donde Huracán se enfrentó a Newell's Old Boys en un partido celebrado en el antiguo estadio de Boca Juniors. El partido se jugó a cancha llena con parcialidad de ambos bandos.El equipo rosarino ganó 0-3, obteniendo su primer y único trofeo Ibarguren, con dos goles de Atilio Badalini (uno de cabeza) y un gol del campeón sudamericano Julio Libonatti. El rosarino Libonatti sería luego el primer futbolista de América en ser vendido a Europa, puntualmente al Torino de Italia, en 1925.
Con el triunfo Newell's obtuvo su segundo título nacional. En su plantel contó con jugadores como Bourguignon, Alfredo Luis Chabrolín, Julio Libonatti, Atilio Badalini, Blas Saruppo y Ernesto Celli. Huracán, por su parte, hizo lo propio con José Laguna, Ángel Chiesa y Ramón Vázquez, entre otros. 

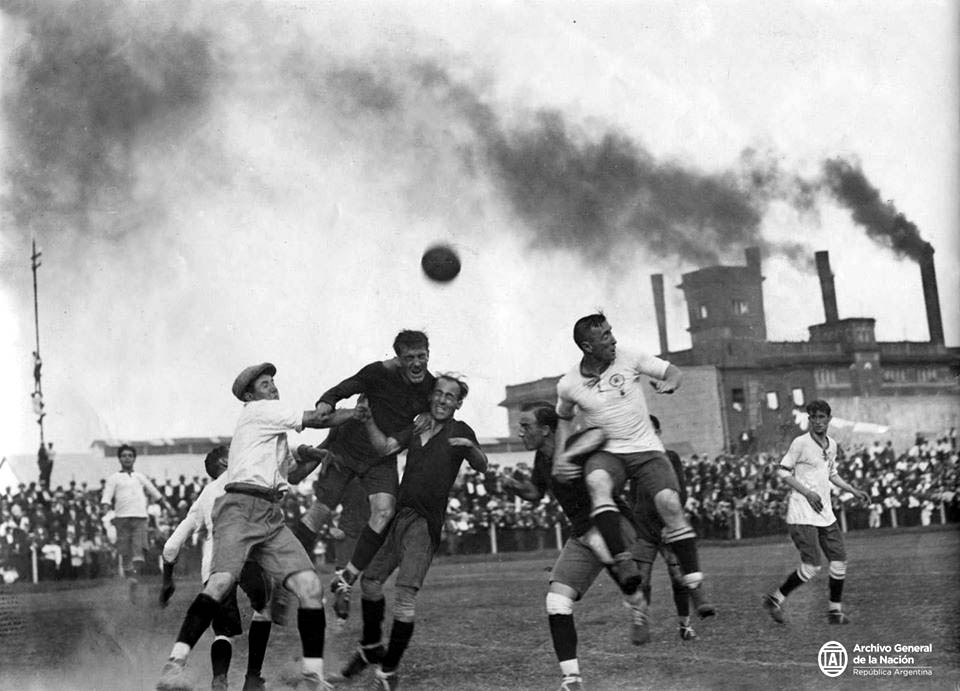
Jugadores de ambos equipos disputando el balón en este partido final jugado en la antigua cancha de Boca Juniors.

## Equipos clasificados
| Equipos           | Clasificados                    | Finales anteriores |
| ----------------- | ------------------------------- | ------------------ |
| Huracán           | Primera División 1921/ campeón  | -                  |
| Newell's Old Boys | Copa Nicasio Vila 1921/ campeón | 1913, 1918         |

## Detalles del partido
| Copa Ibarguren 1921 - Final                            | Copa Ibarguren 1921 - Final | Copa Ibarguren 1921 - Final     |
| Huracán                                                | Resultado                   | Newell's Old Boys               |
| ------------------------------------------------------ | --------------------------- | ------------------------------- |
|                                                        | 0–3                         | Badalini 25', 31' Libonatti 44' |
| Detalles del partido                                   |                             |                                 |
| Estadio Boca Juniors                                   |                             |                                 |
| Fecha: 29 de enero de 1922 – Árbitro: Gerónimo Repozzi |                             |                                 |

|  |  |

| Guardameta     | Ernesto Kiessel    |
| Defensa        | Eduardo Baldinelli |
| Defensa        | Enrique Monti      |
| Centrocampista | Miguel Fontana     |
| Centrocampista | Ramón Vázquez      |
| Centrocampista | Luis Monti         |
| Delantero      | Miguel Ginebra     |
| Delantero      | José Laguna        |
| Delantero      | Ángel Chiessa      |
| Delantero      | Guillermo Dannaher |
| Delantero      | S. Carreras        |

| Guardameta     | Bernardo Nuin        |
| Defensa        | Adolfo Celli         |
| Defensa        | Isidoro Bourguignon  |
| Centrocampista | Alfredo L. Chabrolín |
| Centrocampista | Fideolfo Salcedo     |
| Centrocampista | Alfonso Grenón       |
| Delantero      | Humberto Libonatti   |
| Delantero      | Julio Libonatti      |
| Delantero      | Atilio Badalini      |
| Delantero      | Blas Saruppo         |
| Delantero      | Ernesto Celli        |

|                                                    |
|                                                    |
| Campeón Club Atlético Newell's Old Boys 1er título |